# Gorjane
Gorjane so naselje v Občini Kozje.